# Beate Merk
Beate Merk, née le 1er août 1957 à Nordhorn, est une femme politique allemande membre de l'Union chrétienne-sociale en Bavière (CSU).
Elle est actuellement ministre des Affaires européennes de Bavière.

## Biographie

### Jeunesse
Après avoir obtenu en 1976 son baccalauréat à Göppingen, elle s'inscrit à l'université de Munich où elle étudie le droit et les sciences politiques. En 1981, elle réussit l'examen du premier diplôme juridique d'État. Elle passe le second avec succès en 1984, année de son adhésion à la CSU.

### Vie professionnelle
Elle est alors recrutée au ministère de l'Intérieur de Bavière, occupant un poste de juriste du département des Affaires communales et de secrétaire personnelle du secrétaire d'État Heinz Rosenbauer. Elle intègre cinq ans plus tard, en 1989, le département du droit de l'urbanisme et de la protection de l'environnement de l'arrondissement de Neu-Ulm, dont elle sera adjointe du préfet.
En 1991, elle obtient un doctorat de droit à l'université de Wurtzbourg. Elle est détachée en 1994 à la chancellerie et rejoint le groupe de travail sur la réforme administrative.

### Bourgmestre
Elle est élue bourgmestre de la ville de Neu-Ulm le 21 juin 1995. L'année suivante, elle devient députée à l'assemblée de l'arrondissement de Neu-Ulm. Elle est choisie pour intégrer le comité directeur fédéral de la CSU en 1999 à un poste de secrétaire.
Elle est réélue à la mairie de Neu-Ulm en 2002. Un an plus tard, elle devient membre de l'assemblée du district de Souabe et vice-présidente de l'Union chrétienne-sociale.

### Ministre
Le 14 octobre 2003, Beate Merk est nommée à 46 ans ministre de la Justice dans le quatrième cabinet majoritaire du ministre-président chrétien-démocrate Edmund Stoiber. En conséquence, elle renonce à ses responsabilités municipales. Reconduite par Günther Beckstein en 2007, elle est élue députée au Landtag de Bavière lors des élections législatives régionales du 28 septembre 2008 au scrutin de liste dans le district de Souabe.
Elle est confirmée dans ses fonctions exécutives le 30 octobre 2008 dans le premier gouvernement de coalition noire-jaune du ministre-président chrétien-démocrate Horst Seehofer, avec le titre de ministre de la Justice et de la Protection des consommateurs. Le 8 mai 2009, elle est portée à la présidence de la Frauen Union (FU) dans son district.
Après avoir été élue députée dans la circonscription de Neu-Ulm aux élections législatives régionales du 15 septembre 2013, elle devient ministre des Affaires européennes et des Relations régionales le 10 octobre suivant dans le second gouvernement majoritaire de Seehofer. Depuis le départ de Josef Miller du cabinet le 30 octobre 2008, elle est la doyenne des ministres du Land.

### Vie privée
Elle est célibataire et de confession catholique romaine.